# 天地創造

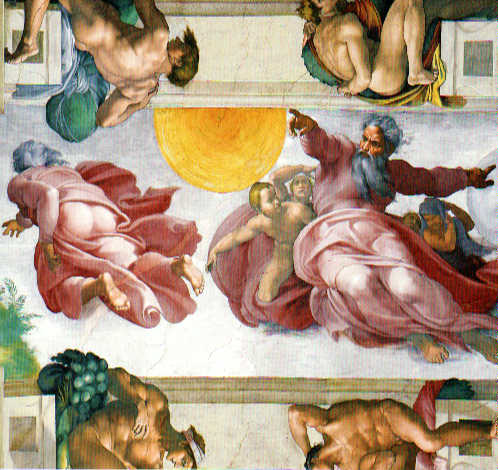
星の創造。ミケランジェロによるシスティーナ礼拝堂の天井画より。

天地創造（てんちそうぞう）とは、ユダヤ教のヘブライ語聖書、キリスト教の旧約聖書『創世記』などに見られる思想である。

## 天地創造の流れ

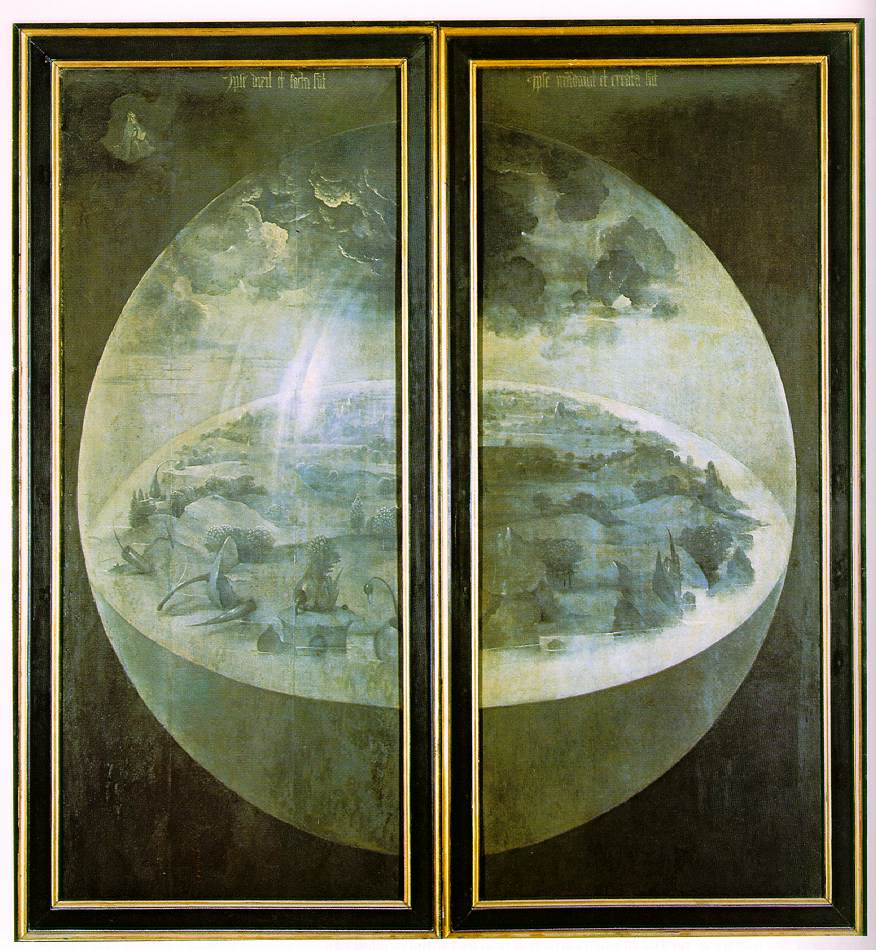
ヒエロニムス・ボスの『悦楽の園』の扉、両翼を閉じると現れる外面に描かれた天地創造時の地球。おそらく天地創造三日目の大地、海、植物の創造時で、まだ人間は誕生していない

ユダヤ教・キリスト教の聖典である旧約聖書『創世記』の冒頭には、以下のような天地の創造が描かれている。
| 創世記 1章1-8節（口語訳聖書） |
| --- |
| 1 はじめに神は天と地とを創造された。 2 地は形なく、むなしく、やみが淵のおもてにあり、神の霊が水のおもてをおおっていた。 3 神は「光あれ」と言われた。すると光があった。 4 神はその光を見て、良しとされた。神はその光とやみとを分けられた。 5 神は光を昼と名づけ、やみを夜と名づけられた。夕となり、また朝となった。第一日である。 6 神はまた言われた、「水の間におおぞらがあって、水と水とを分けよ」。そのようになった。 7 神はおおぞらを造って、おおぞらの下の水とおおぞらの上の水とを分けられた。 8 神はそのおおぞらを天と名づけられた。夕となり、また朝となった。第二日である。 |

- 1日目　神は天と地をつくられた（つまり、宇宙と地球を最初に創造した）。暗闇がある中、神は光をつくり、昼と夜ができられた。
- 2日目　神は空（天）をつくられた。
- 3日目　神は大地を作り、海が生まれ、地に植物をはえさせられた。
- 4日目　神は太陽と月と星をつくられた。
- 5日目　神は魚と鳥をつくられた。
- 6日目　神は獣と家畜をつくり、神に似せた人をつくられた。
- 7日目　神はお休みになった。

## 年代推定の歴史
旧約聖書学では、創世記の記述内容としての「天地創造が起こった年代」は果たしていつだったのかについての推定が繰り返されてきた。
ただし前提として、批評的な旧約聖書学では、天地創造物語は信仰書であり、信じている内容を記述しているという事は、批評的な全ての学者が認めており、もはや「実際に・事実として、いつ起こったことか、どうか」は、研究・議論されていない。ただし、「当時の人々がいつ起こったと考えていたのか？それはどういう信仰・根拠だったのか？」などは研究されている。
正教会では西暦で言うところの紀元前5508年のことだとしており、これを元年とした「世界創造紀元」を用いていた。
1654年に、英国国教会のアイルランド大主教ジェームズ・アッシャーとケンブリッジ大学副総長ジョン・ライトフットが聖書の記述から逆算し、天地創造は西暦の紀元前4004年10月18日〜24日にかけて起こり、アダム創造は紀元前4004年10月23日午前9時と算出し、長らくキリスト教圏ではこの年代が信じられてきた（旧約聖書のモーセ五書に登場する族長全員の寿命を加算して算出したもの）。
その他にも天地創造の年代には諸説ある。
- 『タルムード』　前3760 - 2年
- フラウィウス・ヨセフス『ユダヤ古代誌』　前5444年
- ユリウス・アフリカヌス『年代誌』　前5500年
- エウセビオス『年代記』　前5199年
- アウグスティヌス『神の国』　前5351年
- ベーダ『時間計算論』　前3952年
- オットー・フォン・フライジング『年代記』　前5500年？
- スレイダヌス『四世界帝国論』　前3954年
- スカリゲル『時間修正論』　前3948年
- ペタヴィウス『年代表』　前3984年
- ボシュエ『世界史論』　前4004年
- ペズロン『古代復元』　前5873年
- ガッテラー『普遍史序説』　前3984年、『世界史』　前4182年